# Завод хімії хлору в Монсоні
Завод хімії хлору в Монсоні — виробничий майданчик хімічного спрямування в на півночі Іспанії.
У 1940-му створили компанію Hidro Nitro Española (HNE), яка мала організувати виробництво хімічних продуктів у Монсоні з використанням гідроресурсів Піренеїв. У 1950—1951 роках HNE запустила завод, що шляхом плавки в електропечах продукував карбід кальцію та ціанаміду кальцію, а в 1952-му почав роботу завод електролізу, який на основі хлориду натрію випускав хлор та каустичну соду. Хлор споживало запущене в 1953-му виробництво мономеру вінілхлориду.
Також певний час у Монсоні електролізом отримували водень, що йшов на синтез аміаку. Останній за первісним проєктом призначався для продукування сульфату амонію, проте у підсумку це виробництво розмістили в Таррагоні. Що стосується аміаку, то вже станом на початок 1970-х Монсон не входив до переліку його іспанських продуцентів.
У 1957-му електролізний майданчик передали Etino Quimica — спільному підприємству HNE та Aiscondel. Остання була дочірньою компанією американської групи Monsanto, що активно діяла в галузі полімерів та розвивала в Монсоні індустріальну зону Ла-Арментера (на протилежному від майданчику HNE березі річки Сінка), де в 1960-х також організували виробництво мономера вінілхлориду.
У 1977-му продукування мономера вінілхлориду в Монсоні припинили, а в 1980-му електролізний завод продали компанії Química del Cinca.
У 1982—1985 роках запустили дві печі для синтезу соляної кислоти, а в 1989-му потужність по хлору збільшили з 10 до 31 тисячі тонн на рік. У 2010-х унаслідок кількох черг модернізації потужність майданчику по хлору довели до 60 тисяч тонн на рік, крім того, встановили ще одну піч для соляної кислоти.
Наразі завод у Монсоні виробляє:
- рідкий хлор та каустичну соду;
- соляну кислоту;
- гіпохлориту натрію;
- хлориди кальцію та заліза, поліалюмінію;
- хлорсульфат поліалюмінію, сульфат алюмінію, хлоровані та сульфохлоровані парафіни.